# هان نولان
هان نولان (بالإنجليزية: Han Nolan)‏ هي كاتبة للأطفال وكاتِبة أمريكية، ولدت في 25 أغسطس 1956 في برمنغهام في الولايات المتحدة.

## وصلات خارجية
- الموقع الرسمي